# ویلیج رودشو پیکچرز
ویلیج رودشو پیکچرز (انگلیسی: Village Roadshow Pictures) یک شرکت فیلم‌سازی استرالیایی است که در هالیوود آمریکا فعالیت می‌کند.

## فیلم‌شناسی
- بن ۱۰
- خوش قدم ۲
- زخم‌های خروج
- فیلم لگو
- سکس و شهر ۲
- ماجراهای پلوتو نش
- زن گربه‌ای
- گرفتن جان‌ها
- وقت نمایش
- تک‌تیرانداز آمریکایی
- سه پادشاه
- تارزان
- آنی
- افسانه محافظان: جغدهای گاهول
- ایزدبانو
- بارو
- چشم ببر
- سخن‌چینی
- گریمسبای
- گلوله
- گربه‌ها و سگ‌ها